# Takuji Ichikawa
 (octobre 2019).
Pour les articles homonymes, voir Ichikawa (homonymie).
Takuji Ichikawa (市川 拓司, Ichikawa Takuji), né le 7 octobre 1962, est un écrivain japonais. La liste de best-sellers d'Ichikawa inclut Ima ai ni yukimasu (2003), Ren'ai shashin (2003), Love's Photographs (2003) et Sono Toki wa Kare ni Yoroshiku (« Dis-lui bonjour le moment venu ») (2004).
Son travail a également été adapté pour des films japonais tels que Be with You (2004), Heavenly Forest (2006) et la série télévisée japonaise 14 Months (2003). Le film Be with You, sorti en 2004, a rencontré un grand succès et l’a mis sous les projecteurs. Un remake sud-coréen du même film de 2018 a également été un succès en Corée du Sud. En 2019, Ichikawa a rejoint le groupe d'auteurs japonais primés chez Red Circle Authors.